# Labiatarum Genera et Species
Labiatarum Genera et Species (abreviado Labiat. Gen. Spec.) es un libro con ilustraciones y descripciones botánicas escrito por el botánico, pteridólogo y micólogo inglés George Bentham. Fue publicado en Londres en 8 fascículos en los años 1832-1836.

## Publicación
- Fasc. n.º 1, p. [i]-60, Aug 1832;
- Fasc. n.º 2, p. 61-188, Jun 1833;
- Fasc. n.º 3, p. 189-323, Jul 1833;
- Fasc. n.º 4, p.¹323bis-446, May 1834;
- Fasc. n.º 5, p. 447-556, Jul 1834;
- Fasc. n.º 6, p. 567-645, Aug 1834;
- Fasc. n.º 7, p.¹645bis-783, Apr 1835;
- Fasc. n.º 8, p. [i]-lxviii, table, 1836 [Feb]